# Étienne Bricon
Étienne Bricon, né le 31 décembre 1864 à Paris 4e et mort en février 1942 à Monaco, est un avocat, écrivain et historien de l'art français.

## Biographie
Il est le beau-frère d'Eugène Houdebine, bronzier d'art, éditeur d'art et médaille d'or à l'exposition universelle de 1900.
Marié à Hélène Houdebine (1870-1950), il a deux filles : Simone (1891-1947) mariée à Albert Jassada, et Edith (1893-1968), grand reporter.

### Ses débuts dans la presse
Les premières expériences d'Étienne Bricon avec la presse se font auprès de La Nouvelle Revue.
Il y publie notamment les articles Sur Napoléon (janvier-février 1894) et L’Art impressionniste au musée du Luxembourg (septembre-octobre 1898) dans lequel il fait l'éloge de ce courant artistique et des peintres Manet, Monet, Degas et Renoir.

### Historien et critique d'art
Historien de l'art, il a publié plusieurs textes sur l'art ancien et celui de son temps : Psychologie d'art, les maîtres de la fin du XIXe siècle (1900), Bruges et l'art primitif flamand (1902), Prud'hon (1907).
Étienne Bricon a également contribué à la Gazette des beaux-arts :
- Maître Francke (n°562, avril 1904)
- Les salons de 1920 (1er article) : La Société nationale des beaux-arts (n°705, mai 1920)
- Les salons de 1920 (2e article) : la Société des artistes français (n°706, juin 1920)
- Les salons de 1920 (3e et dernier article) : la Société des artistes français (Suite.) (n°707, juillet 1920)
- Le salon d'automne (n°710, novembre 1920)

### Journaliste et romancier
Il est ensuite rédacteur régulier pour le quotidien Le Gaulois jusqu'à son absorption par le Figaro en 1929. Il a ensuite travaillé pour ce journal jusqu'en 1938. 
En parallèle de ses collaborations avec les périodiques il a écrit des romans comme Micheline Quinette (1913), Deux images de l'amour (1934) ou encore Trois autres images de l'amour (1935).

## Publications
- 1884 : Quelques vers d'un inconnu, Ed. Larousse[8]
- 1884 : Quelques vers oubliés, Ed. Larousse [8]
- 1888 : Droit romain: De la condition des auteurs en Grèce et à Rome, Thèse pour le Doctorat
- 1900 : Psychologie de l'Art, Ed. Plon[9]
- 1902 : Bruges et l'art primitif flamand
- 1904 : Maître Francke[10]
- 1907 : Prud'hon - Biographie critique[11]

- 1913 : Micheline Quinette
- 1934 : Deux images de l'amour
- 1935 : Trois autres images de l'amour, Ed. Firmin Didot

## Collectionneur
Étienne Bricon possédait des œuvres de l'artiste Alfred Roll : Il a prêté au Petit Palais lors de l'exposition Rétrospective Alfred Roll en 1931, un portrait de lui et de sa femme réalisé en 1912.
Son portrait, réalisé toujours par Alfred Roll, est conservé dans le musée d'art et d'histoire de Saverne.